# Maneuvering Characteristics Augmentation System
 (26 août 2024).
Le Maneuvering Characteristics Augmentation System ou MCAS (littéralement en français : « Système d'augmentation des caractéristiques de manœuvre ») est un dispositif matériel et logiciel du Boeing 737 Max destiné à éviter le décrochage en pilotage manuel, volets rentrés,. Quand il détecte que l'incidence de l'avion dépasse une valeur considérée comme dangereuse (fonction de la vitesse et de l'altitude), il s'active pour compenser et forcer l'avion à piquer en déplaçant le plan horizontal réglable de l'empennage.

## Historique
Les avertisseurs de décrochage ont été inventés dans les années 1930. Dans les années 1960, un vibreur de manche a été installé pour avertir le pilote avec plus de force que le klaxon. Avec l'introduction des commandes de vol électriques dans des avions de ligne, il est devenu possible de modifier la sensation des commandes entre les mains du pilote selon le régime de vol, ou même pour remplacer les actions du pilote lorsque les ordinateurs de vol détectent une situation dangereuse, comme l'approche du décrochage.
La concurrence d'Airbus a conduit Boeing à adopter des systèmes qui ne permettent pas au pilote de dépasser le domaine de vol de l'avion[réf. nécessaire]. Airbus a introduit les différentes lois de pilotage avec l'A320 en 1988[pas clair],. En 1995, Boeing a mis en place un système similaire dans le 777 mais en laissant au pilote la possibilité de le surpasser.

## Origine du MCAS
La recherche d'amélioration de l'efficacité énergétique du Boeing 737 Max a entraîné le choix de moteurs plus volumineux. La place disponible sous l'aile étant limitée, il a fallu les positionner plus haut et plus en avant, et modifier la forme de leur nacelle par rapport aux modèles précédents de 737. Dans certaines configurations aérodynamiques et de poussée, cette position entraîne un moment à cabrer supplémentaire qui risquerait de rendre insuffisante l'efficacité à piquer des gouvernes de profondeur.
Pour maintenir une manœuvrabilité acceptable, Boeing a conçu le Maneuvering Characteristics Augmentation System (MCAS) ou « système d'amélioration des caractéristiques de manœuvrabilité ». Celui-ci ne peut théoriquement intervenir que quand l'avion est en pilotage manuel, volets rentrés. Quand, du fait d'un facteur de charge trop important ou d'une vitesse trop faible, l'incidence dépasse une limite dépendant de la vitesse et de l'altitude, le système s'active de façon transparente pour le pilote pour compenser automatiquement l'avion à piquer en augmentant le calage du plan horizontal réglable.
Le système s'interrompt si le pilote le contre avec la commande de trim électrique sur son manche, mais se réactive au bout de cinq secondes si l'incidence dépasse toujours la limite fixée. Il ne peut être désactivé qu'en coupant les interrupteurs du compensateur électrique. Le calage du plan horizontal ne peut plus être modifié que par la commande mécanique de la roue de trim, qui peut être actionnée manuellement par chaque pilote à l'aide d'une manivelle, ce qui peut demander des efforts importants si la gouverne de profondeur est actionnée en sens inverse et même, dans des cas extrêmes, être impossible sans diminuer au préalable les charges aérodynamiques en revenant à la vitesse pour laquelle l'avion est compensé.
Lors de la conception, le MCAS était prévu pour n'intervenir qu'à un nombre de Mach relativement élevé et sur un débattement angulaire du plan horizontal limité. Les essais en vol ont montré qu'il était nécessaire même à faible Mach, ce qui nécessite un débattement plus étendu.

## Fonctionnement intempestif
Le Boeing 737 est muni de sondes le long du fuselage (une côté pilote, l'autre côté copilote) qui mesurent localement la direction de l'écoulement aérodynamique — angle of airflow — laquelle dépend de la configuration (volets, train) et varie 1,5 à 2 fois plus vite que l'incidence de l'avion — angle of attack — qui est donc calculée par la chaîne pilote ou copilote.
Le MCAS ne prend en compte qu'une de ces deux valeurs d'incidence, une défaillance simple peut donc entraîner une activation intempestive du MCAS, ce qui s'est produit le 29 octobre 2018 lors du crash du Vol 610 Lion Air, (ainsi que lors du vol précédent, où les pilotes avaient pu rattraper la situation), une des sondes ayant été remplacée lors d'une visite de maintenance. Une telle erreur peut passer inaperçue des pilotes en l'absence d'une alerte signalant une différence entre les deux sondes, qui est seulement en option sur le 737 Max, la FAA ayant jugé que ce n'était pas une panne critique.
Le MCAS est également responsable de  l'écrasement du vol 302 d'Ethiopian Airlines, quelques mois après le précédent, le vérin du plan horizontal ayant été retrouvé en position piqué, ce qui a conduit les autorités à décider l'interdiction de vol des Boeing 737 Max, en attendant une modification du système.

## Réaction de Boeing
À la suite de l'accident du vol de Lion Air, Boeing a étudié une mise à jour logicielle limitant les conséquences pour le MCAS de la panne d'une des deux sondes d'incidence et introduisant des limites aux déplacement du plan fixe de façon à conserver à la gouverne de profondeur suffisamment d'efficacité, « pour rendre plus sûr encore un avion déjà sûr » (« to make an already safe aircraft safer »).
Le constructeur a annoncé le 11 mars 2019  (c'est-à-dire le lendemain du crash du vol 302 d'Ethiopian Airlines) qu'elle serait déployée auprès des exploitants d'aéronefs « dans les prochaines semaines ».